# Drude-model
Het Drude-model beschrijft de beweging van elektronen in een metaal. Paul Drude (1863 - 1906) was een Duitse fysicus die in 1900 aan de hand van Boltzmanns kinetische gastheorie dit model bedacht, dat een begrip gaf voor de geleiding in metalen. Het Drude-model gaat uit van een tweetal formules. De eerste is de bewegingsvergelijking voor elektronen.
{\displaystyle {\frac {d}{dt}}\mathbf {p} (t)=-e(\mathbf {E} +\mathbf {v} \times \mathbf {B} )-{\frac {\mathbf {p} (t)}{\tau }}}
Hierin is {\textstyle \mathbf {P} } het impuls, -e de lading van een elektron, {\textstyle \tau } de verstrooiingstijd, v de snelheid en E en B respectievelijk het elektrisch en magnetisch veld.
De tweede formule is een lineair verband tussen de elektrische stroomdichtheid en het elektrisch veld.
{\displaystyle \mathbf {j} =\sigma \mathbf {E} }
Hierin is {\textstyle \mathbf {j} } de elektrische stroomdichtheid en {\textstyle \sigma } het elektrisch geleidingsvermogen in siemens per meter.

## Aannames
Er is gebruik gemaakt van 3 aannames voor de beweging van elektronen:
1. De elektronen hebben een verstrooiingstijd {\textstyle \tau }. De kans op verstrooiing in een tijd {\textstyle dt} is dan {\textstyle {\frac {dt}{\tau }}}.
2. Na verstrooiing is het impuls van het elektron nul: {\textstyle \mathbf {P} =0}
3. Tussen momenten van verstrooiing werkt het elektrisch veld {\textstyle \mathbf {E} } en het magnetisch veld {\textstyle \mathbf {B} } op de elektronen met lading –e.

De eerste twee aannames zijn rechtstreeks uit de kinetische gastheorie en de laatste aanname is omdat in tegenstelling tot atomen in een ideaal gas elektronen een lading hebben.
De verstrooiingstijd {\textstyle \tau } is afhankelijk van de snelheid, dichtheid en de werkzame doorsnede van de elektronen. Aangezien de elektronen verstrooien via een Coulomb interactie op lange afstand is het lastig om een werkzame doorsnede te definiëren. Ook zijn er in een metaal nog veel andere dingen waar een elektron aan kan verstrooien dan alleen andere elektronen. Hierom wordt tau als een fenomenologische parameter gezien.

## Drude-model in extern veld

### Elektrisch veld
Beschouw nu een elektron in een elektrisch veld met de afwezigheid van een magnetisch veld. De bewegingsvergelijking wordt dan:
{\displaystyle {\frac {d\mathbf {p} }{dt}}=-e\mathbf {E} -{\frac {\mathbf {p} (t)}{\tau }}}
Hier is het interessant om naar de stationaire toestand te kijken: {\textstyle {\frac {d\mathbf {p} }{dt}}=0}. De bewegingsvergelijking wordt dan gegeven door:
{\displaystyle m\mathbf {v} =\mathbf {p} =-e\tau \mathbf {E} }.
Stel een dichtheid van n elektronen met elk een lading van –e en een snelheid v dan wordt de elektrische stroomdichtheid gegeven door:
{\displaystyle \mathbf {j} =-en\mathbf {v} ={\frac {e^{2}n\tau }{m}}\mathbf {E} }.
De elektrische stroomdichtheid kan ook gedefinieerd worden als de wet van Ohm, {\textstyle \mathbf {j} =\sigma \mathbf {E} }, met het elektrisch geleidingsvermogen {\textstyle \sigma ={\frac {e^{2}n\tau }{m}}}. Door het meten van het elektrisch geleidingsvermogen is, wanneer de massa en lading van het elektron bekend zijn, het product van de elektronendichtheid en de verstrooiingstijd nu te bepalen.

### Elektrisch en magnetisch veld
Beschouw nu een elektron in een elektrisch veld en een magnetisch veld. Wederom wordt hier gebruik gemaakt van de algemene bewegingsvergelijking van Drude, beschouwd in stationaire toestand. Dat wil zeggen: {\textstyle \mathbf {v} =-{\frac {\mathbf {j} }{ne}}} en {\textstyle \mathbf {P} =m\mathbf {v} }. Dit geeft de volgende vergelijking voor een stationaire elektrische stroomdichtheid:
{\displaystyle \mathbf {E} ={\frac {1}{ne}}\mathbf {j} \times \mathbf {B} +{\frac {m}{ne^{2}\tau }}\mathbf {j} }.
Om nu de link te kunnen leggen tussen het Hall effect en de elektrondichtheid is het nodig om 3x3 resistiviteits, ook wel soortelijke weerstand, matrix {\textstyle \rho _{\sim }} te introduceren die het elektrisch veld koppelt aan de elektrische stroomdichtheid:
{\displaystyle \mathbf {E} =\rho _{\sim }\mathbf {j} }.
Stel het stuk metaal ligt in het xy-vlak en het magnetisch veld B staat in de z richting dan zijn alle elementen van deze matrix nul behalve {\textstyle \rho _{xy}=-\rho _{yx}={\frac {B}{ne}}}. Deze term heet de Hall-sesistiviteit, vernoemd naar de Amerikaanse fysicus Edwil Hall, die in 1879 ontdekte dat wanneer er een magnetisch veld loodrecht op de stroom staat er een voltage loodrecht op beiden te meten is.
De Hall coëfficiënt {\textstyle R_{H}} is gegeven door {\textstyle R_{H}={\frac {\rho _{yx}}{|B|}}}. Binnen het Drude-model wordt dit: {\textstyle R_{H}={\frac {-1}{ne}}}, wat de mogelijkheid geeft om de elektronendichtheid te meten in een metaal.
Dit is gedaan voor verschillende metalen. Hiervoor is de elektronendichtheid {\textstyle n=-{\frac {1}{eR_{H}}}} gedeeld door de atomendichtheid {\textstyle n_{atomair}}. Dit geeft van elk metaal het aantal vrije elektronen per atoom. Hier is een vrij elektron, ook wel een valentie-elektron, een elektron dat zich in een nog niet helemaal gevulde elektronenschil van een atoom bevindt. Uit tabel onderstaande tabel is af te leiden dat het Drude-model voor veel metalen behoorlijk klopt. Lithium, natrium, kalium en koper (Li, Na, K en Cu respectievelijk) hebben allemaal een vrij elektron wat grofweg overeenkomt met het gemeten aantal elektronen per atoom. Echter voorspelt het Drude-model een verkeerd aantal vrije elektronen voor beryllium en magnesium. Hier krijgt de Hall-coëfficiënt een verkeerd minteken. Een andere manier om hier naar te kijken is alsof het deeltje dat de stroom geleid niet het negatief geladen elektron is, maar een ander positief deeltje.
| materiaal | {\displaystyle n/n_{atomair}} | vrije elektronen |
| --------- | ----------------------------- | ---------------- |
| Li        | 0,8                           | 1                |
| Na        | 1,2                           | 1                |
| K         | 1,1                           | 1                |
| Cu        | 1,5                           | 1                |
| Be        | -0,2                          | 1                |
| Mg        | -0,4                          | 1                |
| Ca        | 1,5                           | 1                |

## Halfgeleiders
De grootste fout is dat het Drude-model geen rekening houdt met het uitsluitingsprincipe van Pauli. Voor metalen met een hoge elektronendichtheid is een andere aanpak nodig aangezien het metaal dan een hoge Fermi-energie heeft. Dit is niet het geval voor halfgeleiders met weinig elektronen in de geleidingsband of weinig elektronengaten in de valentieband. Elektronengaten zijn lege plekken die over blijven nadat een elektron geëxciteerd is. In dit geval is er namelijk sprake van een lage elektronendichtheid en kunnen Fermi statistieken genegeerd worden. Sterker nog als er sprake is van een enkel elektron dat exciteert naar de geleidingsband hoeft er niet eens rekening gehouden te worden met het uitsluitingsprincipe van Pauli. In het geval van de lage elektronendichtheid in een halfgeleider werkt het Drude-model dus erg goed.
Voor elektronen in de geleidingsband geldt de volgende bewegingsvergelijking:
{\displaystyle m_{e}^{*}{\frac {d\mathbf {v} }{dt}}=-e(\mathbf {E} +\mathbf {v} \times \mathbf {B} )-{\frac {-m_{e}^{*}\mathbf {v} }{\tau }}}
en voor de elektronengaten in de valentieband geldt:
{\displaystyle m_{h}^{*}{\frac {d\mathbf {v} }{dt}}=e(\mathbf {E} +\mathbf {v} \times \mathbf {B} )-{\frac {-m_{h}^{*}\mathbf {v} }{\tau }}}
Hier zijn {\textstyle m_{e}^{*}} de effectieve elektronen massa en {\textstyle m_{h}^{*}} de effectieve elektronengat massa. Verder is hier de lading van het elektronengat positief, wat het Drude-model voorspelde voor sommigen materialen. Bij beryllium en magnesium is de ladingdrager dus niet het elektron maar het elektronengat.

## Warmtetransport
Drude heeft het ook gewaagd met zijn theorie de warmtegeleidbaarheid {\textstyle \kappa } uit te rekenen als gevolg van zijn model over de beweging van vrije elektronen. Vanuit de kinetische gastheorie is bekend:
{\displaystyle \kappa ={\frac {1}{3}}nc_{v}\langle v\rangle \lambda }.
Met hierin {\textstyle c_{v}} de warmtecapaciteit per deeltje, {\textstyle \langle v\rangle } de gemiddelde snelheid en {\textstyle \lambda =\langle v\rangle \tau } de verstrooiingsafstand.
Voor een mono-atomair gas geldt:
{\displaystyle c_{v}={\frac {3}{2}}k_{B}T} en {\displaystyle \langle v\rangle =}{\displaystyle {\sqrt {\frac {8k_{B}T}{\pi m}}}}.
Het Drude-model gaat er nu vanuit dat dit ook geldt voor elektronen. Uitgaande van dit principe wordt de warmtegeleidbaarheid:
{\displaystyle \kappa ={\frac {4}{\pi }}{\frac {n\tau K_{B}^{2}T}{m}}}.
Interessant is om te kijken naar de ratio tussen de warmtegeleidbaarheid {\textstyle \kappa } en de elektrische stroomdichtheid {\textstyle \sigma }. Ookwel het Lorenz getal, vernoemd naar Ludvig Lorenz, niet te verwarren met Hendrik Lorentz:
{\displaystyle L={\frac {\kappa }{T\sigma }}={\frac {4}{\pi }}({\frac {k_{B}}{e}})^{2}\approx 0.94*10^{-8}} W{\textstyle \Omega /K^{2}}
Dit is een groot succes van het Drude-model aangezien dit een constante is die voor bijna alle metalen ongeveer gelijk is. Ook wel bekend als de wet van Wiedemann-Franz. Het Drude-model zat er maar een factor 2 vanaf. Ondanks deze positieve uitkomst is er echter heel wat mis met de gebruikte methode. De reden waarom het toch tot een redelijk resultaat geleid heeft is dat er twee fouten zijn gemaakt. Ten eerste is de warmtecapaciteit van elektronen velen malen kleiner dan de gebruikte warmtecapaciteit en ten tweede is de snelheid van de elektronen in een metaal velen malen groten dan de gebruikte snelheid uit de kinetische gastheorie. De aanname dat deze afleidingen ook gelden voor elektronen in metalen is dus fout, maar toevalligerwijs heffen deze twee fouten elkaar min of meer op waardoor het Drude-model toch een zinvolle uitkomst gaf.